# Паю (Валґа)
Па́ю (ест. Paju küla) — село в Естонії, у волості Валґа повіту Валґамаа.

## Населення
Чисельність населення на 31 грудня 2011 року становила 134 особи.

## Географія
Поблизу населеного пункту проходить автошлях 3 (Йигві — Тарту — Валґа), естонська частина європейського маршруту E264.

## Історія
У селі розташовувався центр колишньої мизи Паю.
31 січня 1919 року під час Естонської війни за незалежність відбулася битви під Паю. Після важкого бою бійці естонської армії разом з фінськими добровольцями вибили червоних латиських стрільців із Паюського маєтку.
З 11 липня 1991 по 22 жовтня 2017 року село входило до складу волості Тиллісте.

## Пам'ятки
- Миза Паю (Paju mõis)
- Парк Паюського маєтку[2]
- Меморіал битви під Паю (Paju lahingu mälestussammas), історична пам'ятка[3]
- Пам'ятний камінь у парку мизи Паю на честь бійців полку «Північні Сини» (Põhja Pojad), створеного фінськими добровольцями, що виборювали естонську незалежність.

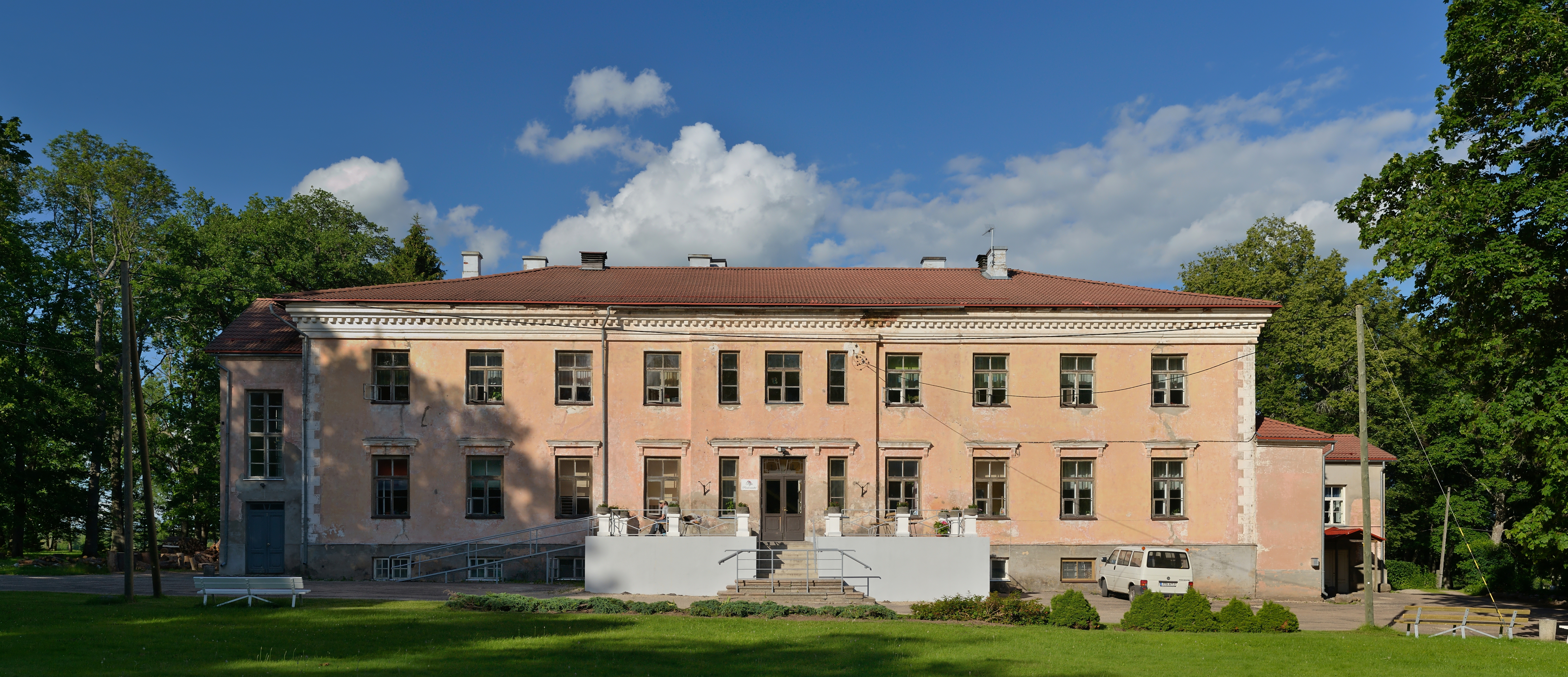
Головна будівля маєтку
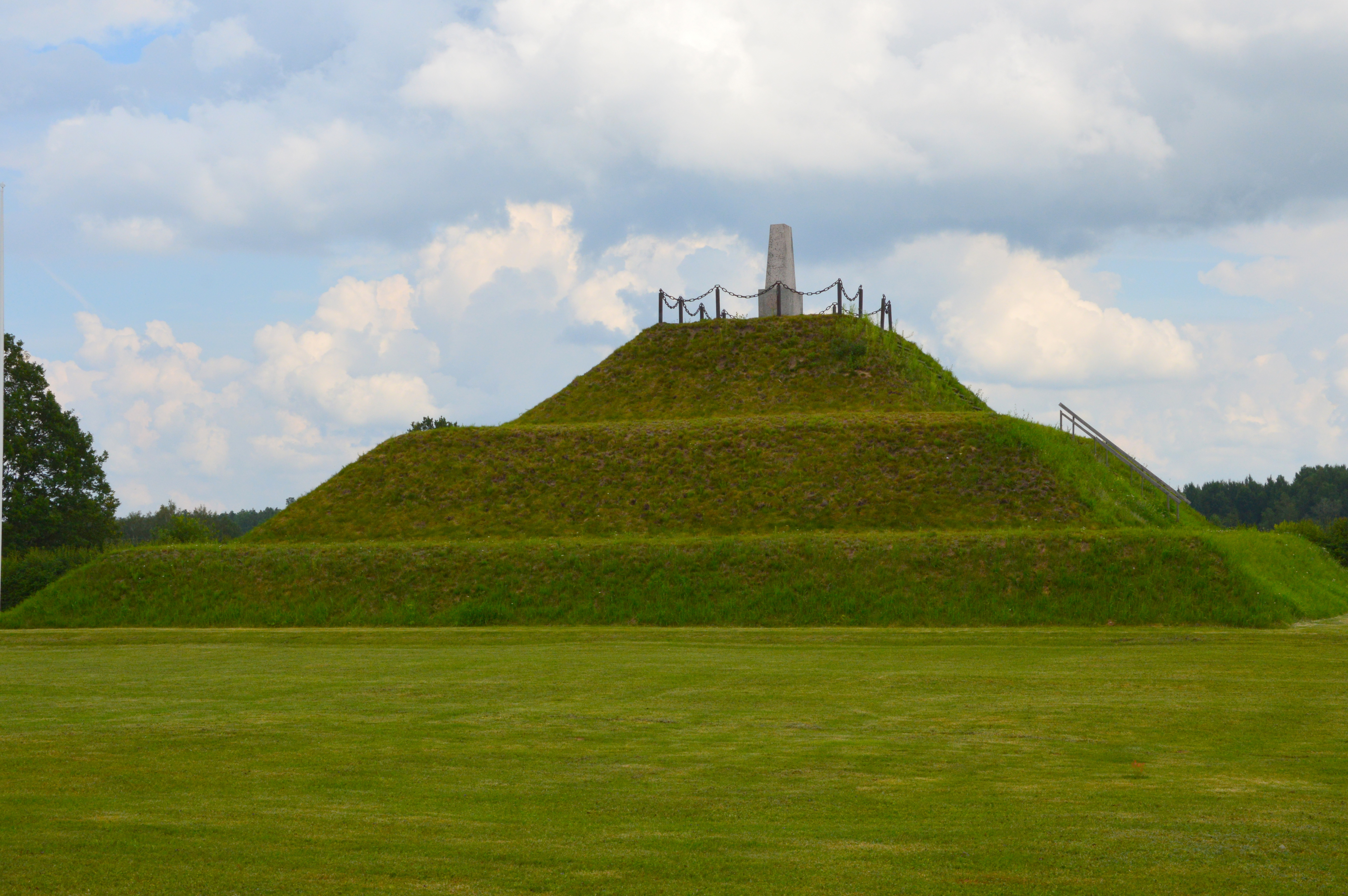
Меморіал битви під Паю
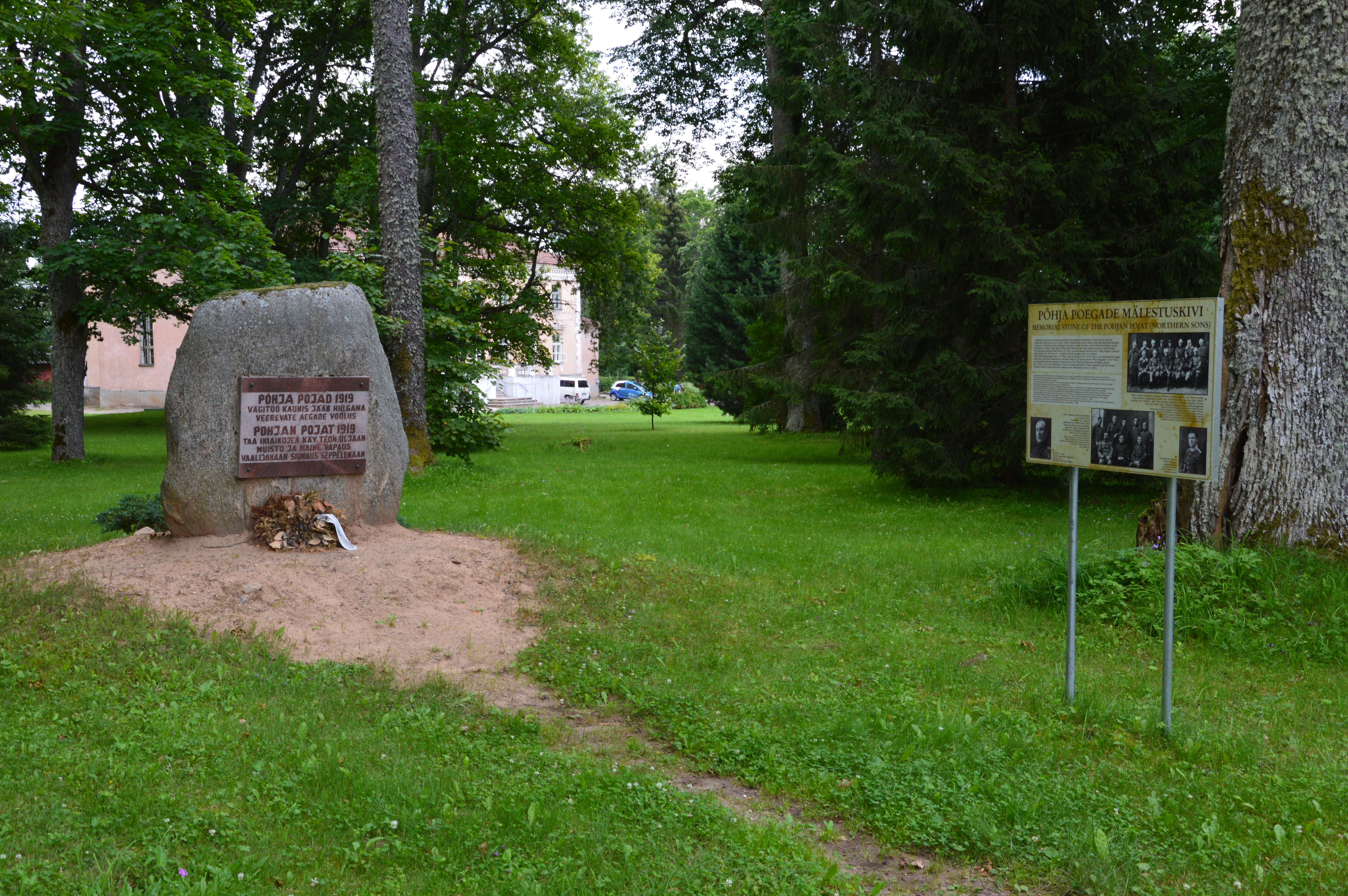
Пам'ятний камінь на честь «Північних Синів»